# Banksia purdieana
Banksia purdieana är en tvåhjärtbladig växtart som först beskrevs av Friedrich Ludwig Diels, och fick sitt nu gällande namn av A.R.Mast & K.R.Thiele. Banksia purdieana ingår i släktet Banksia och familjen Proteaceae. Inga underarter finns listade i Catalogue of Life.